# 글로부스 항공의 운항 노선
2017년 12월 기준, 글로부스 항공의 운항 노선은 다음과 같다.

## 운항 노선

### 아시아

#### 동아시아
- 중화인민공화국
  - 베이징 - 베이징 서우두 국제공항
  - 상하이 - 상하이 푸둥 국제공항 계절편
- 홍콩
  - 홍콩 - 홍콩 첵랍콕 국제공항 계절편

#### 중앙아시아
- 아르메니아
  - 예레반 - 츠바르트노츠 국제공항 계절편
- 키르기스스탄
  - 오시 - 오시 공항
- 타지키스탄
  - 후잔트 - 후잔트 공항 계절편

### 유럽

#### 서유럽
- 독일
  - 뒤셀도르프 - 뒤셀도르프 국제공항
  - 뮌헨 - 뮌헨 국제공항 계절편
  - 프랑크푸르트 - 프랑크푸르트 국제공항 계절편

#### 남유럽
- 몬테네그로
  - 티바트 - 티바트 국제공항
- 이탈리아
  - 베로나 - 베로나 빌라프란카 공항
  - 제노바 - 제노바 크리스토포로 콜롬보 공항 계절편
- 키프로스
  - 라르나카 - 라르나카 국제공항
  - 파포스 - 파포스 국제공항

#### 동유럽
- 러시아
  - 모스크바 - 도모데도보 국제공항 허브
  - 노보시비르스크 - 톨마쵸보 국제공항 허브
  - 상트페테르부르크 - 풀코보 국제공항
  - 소치 - 소치 국제공항
  - 예카테린부르크 - 콜초보 국제공항
  - 울란우데 - 바이칼 국제공항
  - 이르쿠츠크 - 이르쿠츠크 국제공항 포커스 시티
  - 치타 - 카달라 국제공항
  - 크라스노다르 - 크라스노다르 국제공항
  - 고르노알타이스크 - 고르노알타이스크 공항
  - 노릴스크 - 아이킬 공항
  - 노비우렌고이 - 노비우렌고이 공항
  - 니즈네바르톱스크 - 니즈네바르톱스크 공항
  - 미네랄니예보디 - 미네랄니예보디 공항
  - 바르나울 - 바르나울 공항
  - 브라츠크 - 브라츠크 공항
  - 블라디카프카즈 - 블라디카프카즈 공항
  - 아나파 - 아나파 공항 계절편
  - 야쿠츠크 - 야쿠츠크 공항
  - 유즈노사할린스크 - 유즈노사할린스크 공항
  - 칼리닌그라드 - 크라브로보 공항 계절편
  - 케메로보 - 케메로보 공항
- 크로아티아
  - 스플리트 - 스플리트 공항 계절편
  - 풀라 - 풀라 공항 계절편